# Quantitative Struktur-Wirkungs-Beziehung
Der Begriff Quantitative Struktur-Wirkungs-Beziehung stammt von dem englischen Quantitative Structure-Activity Relationship (QSAR) ab. Er beschreibt die Erstellung einer quantitativen Beziehung zwischen einer pharmakologischen, chemischen, biologischen, physikalischen (z. B. Siedepunkt) Wirkung eines Moleküls mit seiner chemischen Struktur. Teilweise findet man in der Literatur auch die Bezeichnung QSPR, das Acronym für Quantitative Structure Property Relationship, hier beschränkt man sich darauf die Beziehung zwischen den physikalischen und chemischen Eigenschaften eines Moleküls und seiner Struktur darzustellen. Insbesondere im Bereich der Wirkstoffentwicklung und Chemoinformatik finden diese Prinzipien eine breite Anwendung.
Erste Arbeiten in diesem Gebiet sind vermutlich bereits im Jahre 1842 durch Hermann Kopp entstanden, welcher eine lineare Beziehung zwischen den Siedepunkten von Alkanen mit deren Kettenlänge herstellte ({\displaystyle \Delta t=18} °C). Ein Pionier auf diesem Gebiet in der Biochemie war Corwin Hansch in den USA.